# Anthyllis vulneraria subsp. lusitanica
Anthyllis vulneraria subsp. lusitanica é uma subespécie de planta com flor pertencente à família Fabaceae. 
A autoridade científica da subespécie é (Cullen & P.Silva) Franco, tendo sido publicada em Nova Fl. Portugal 1: 554, 382. 1971.

## Portugal
Trata-se de uma subespécie presente no território português, nomeadamente em Portugal Continental.
Em termos de naturalidade é endémica da região atrás referida.

## Protecção
Encontra-se protegida por legislação portuguesa ou da Comunidade Europeia, nomeadamente pelo Anexo V da Directiva Habitats.